# Catharina Elisabeth Velten
Catharina Elisabeth Velten (ur. 1646, zm. 1712) – niemiecka aktorka, w latach 1692–1712 dyrektorka teatru Hochdeutsche Hofcomödianten.

## Życiorys
Urodziła się jako córka aktora Carla Andreasa Paulsena (1620–1679) i Cathariny Lydii (zm. 1675). Prawdopodobnie podróżowała z zespołem aktorskim ojca i już w młodym wieku występowała na scenie w teatrze przez niego prowadzonym. Nie wiadomo, kiedy i gdzie zdobyła wykształcenie. Opisywano ją jako dobrze wyedukowaną. W 1671 wyszła za mąż za aktora Johannesa Veltena (1640–1692), który występował w teatrze jej ojca. W 1678 przejął teatr teścia, w którym Catharina wciąż grała.
Po śmierci męża w 1692 jako pierwsza kobieta w Niemczech została dyrektorką teatru. Działalność teatru zabezpieczał patent nadany przez władców Saksonii. Spółka była sławna w krajach niemieckich i skandynawskich. Po wyborze elektora saskiego Fryderyka na króla Polski (August II Mocny) w 1697 otrzymała królewski przywilej na występy w Rzeczypospolitej. Szczególnie na początku lat 90. XVII w. walczyła z konkurencją. Pod koniec XVII i na początku XVIII w. jej zespół sceniczny wyróżniał się na tle konkurencyjnych organizacją i talentem aktorów. Podróżowała z trupą między Dreznem a Lipskiem. Łączyła występy z okazji targów i jarmarków z występami na drezdeńskim dworze. W latach 1700–1705 podróżowała po całych Niemczech. Organizowała przedstawienia m.in. w Sztokholmie, Wiedniu, Rydze i Frankfurtem nad Menem.
W 1701 skrytykowała antyteatralną publikację Des heilig. Świadectwo ks. Chryzostomi o prawdzie wbrew sztukom Johanna Josepha Wincklera, diakona z Magdeburga. W 26-stronicowej rozprawie polemicznej pt. Świadectwo prawdy o dramatach i komediach broniła teatru i stanu aktorskiego. Wykazała się szeroką wiedzą. Cytowała dzieła naukowe i Biblię, posługiwała się idiomami greckimi i łacińskimi, naśladując akademicki styl Wincklera.
Catharina spędziła ostatnie lata życia w towarzystwie aktorki Elisabeth Spiegelberg z Dennerów. Jeździła z teatrem głównie po południowych Niemczech. Około 1711–1712 rozwiązała spółkę.